# 宿舍船

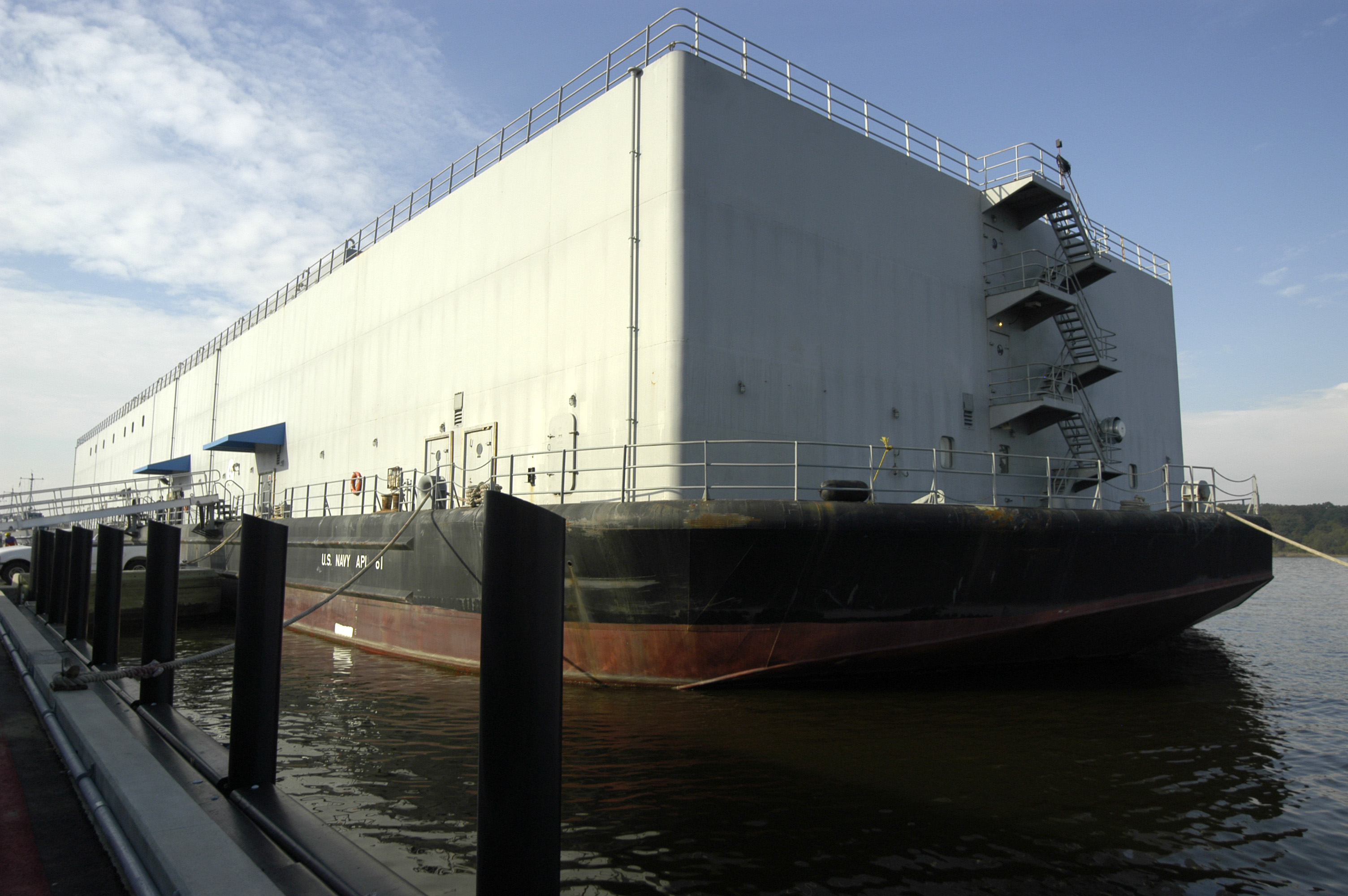
一艘美国APL-61型宿舍船

宿舍船，用作军用时也成为兵营船，顾名思义，是用作人员住宿的船只。宿舍船以提供住宿和日常生活服务为主，因此大多已经不具备航海能力或航海能力不佳。宿舍船的来源一般是不再出海的旧船只。也有少量专门建造的型号。某些情况下可能采用征召的正常船只，一般情况下这是临时措施。
宿舍船的出现是因为港口往往缺少必要的港务及航海人员住宿区域。这在大航海时代早期非常常见。因此一些报废的船只就被用来当做宿舍船。此外，长时间不出海的水手住在宿舍船上，也有维持航海状态的好处。
二战时，一些严重受损，不太可能出航的船只会被用作宿舍船，以接收遇难船只的幸存者及战俘。有时也会被用作陆军的军营，或者办公设施。由于在英国和太平洋战区的需求很大，美国甚至专门设置了无动力宿舍船的级别。马岛战争时，英军曾经征召两艘汽车渡轮部署在斯坦利港用作军队宿舍，直到1983年9月。今日，美军使用APL-61型宿舍船，用于大型军舰维修时，船员的安置地。
用作民用时，宿舍船可以作为海上施工队的临时住宿地，或者在自然灾害后接收难民。有些在内河和内海航行的船队中，也可能配备有航行能力极佳的专用宿舍船。一些大型驳船建造的宿舍船也可能被用作监狱，比如美国纽约的弗农·贝恩惩戒中心。
在沿海地区，宿舍船也可能被用做长期的住房，比如福建的福州疍民。但这样的船只可能状态不佳，环境恶劣，因此不是理想的生活场所。